# Charlie Bartlett
 Charlie Bartlett és una pel·lícula estatunidenca dirigida per Jon Poll, estrenada el 2007.

## Argument
Charlie és un estudiant brillant, molt dotat però disposat a tot per ser popular. El fan fora de totes les escoles de nivell que freqüenta, ja que proveeix falsos permisos de conduir als altres alumnes per ser acceptat. S'ha d'integrar doncs dins del sistema públic. El primer dia, sorprèn arribant en vestit i maletí. Es fa maltractar per una bèstia del liceu, Murphey. Gràcies a un enfocament psicològic, aconsegueix portar-lo al seu costat i es fan socis. Charlie dona consultes psiquiàtriques gratuïtes en els banys de l'escola, fent comprar als estudiants medicaments que obté amb els seus propis terapeutes, Murphey és el seu ajudant. A poc a poc, esdevé l'estrella de l'institut.

## Repartiment
- Anton Yelchin: Charlie Bartlett
- Robert Downey Jr.: el director, Nathan Gardner
- Hope Davis: Marilyn Bartlett
- Kat Dennings: Susan Gardner
- Tyler Hilton: Murphey Bivens
- Mark Rendall: Kip Crombwell
- Dylan Taylor: Len Arbuckle
- Megan Park: Whitney Drummond
- Jake Epstein: Dustin Lauderbach
- Jonathan Malen: Jordan Sunder
- Derek McGrath: Superintendent Sedgwick
- Stephen Young: Dr. Stan Weathers
- Ishan Davé: Henry Freemont
- David Brown: Oficial Hansen
- Eric Fink: Thomas